# トム・スタムスナイデル
トム・スタムスナイデル（スタムスネイデル）（Tom Stamsnijder、1985年5月15日 - ）は、オランダ、アルメロ出身の自転車競技（ロードレース）選手。「スタムスナイダー」とも表記される。